# 7726 Olegbykov
7726 Olegbykov (1974 QM2) là một tiểu hành tinh vành đai chính được phát hiện ngày 27 tháng 8 năm 1974 bởi L. I. Chernykh ở Đài vật lý thiên văn Crimean.